# ORWO

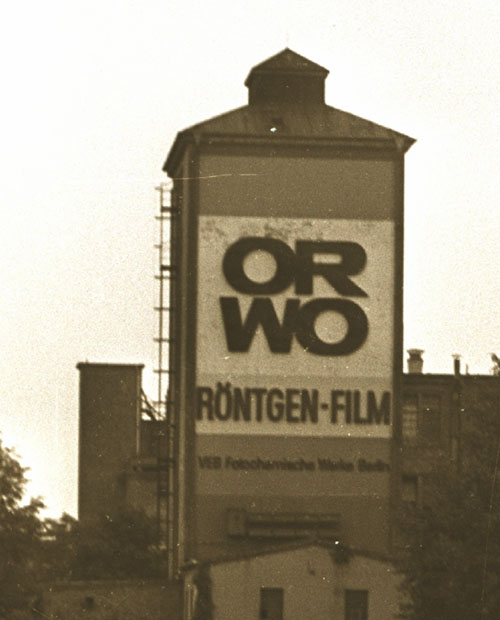
1978年。

ORWO（オルヴォ、オリギナル・ヴォルフェン Original Wolfen の略）は、かつて存在したドイツ民主共和国（東ドイツ、現在のドイツ）の写真フィルム・磁気テープの製造企業であり、現在も続く映画用フィルムのブランドである。同社はもともと、アグフア・ゲバルトのヴォルフェン工場であった。1936年（昭和11年）、発色剤を用いた最初の近代的カラーフィルムであるアグファカラーを開発した工場である。

## 略歴・概要
1945年（昭和20年）4月20日、第二次世界大戦におけるナチス・ドイツの崩壊につづいて、アグファのヴォルフェン工場は米軍の管轄下におかれ、アグファカラーの現像に関する重要な工場プラントやほかの書類は没収され、アメリカのコダックやイギリスのイルフォードといった、西側の同業他社に渡された。同工場はドイツにおけるソビエト連邦の占領下に置かれる地域にあったため、米軍は同工場をソビエト軍政に引き渡した。工場はおおかた取り壊され、主要なドイツ人スタッフとともにソビエト連邦国内に移転し、ソ連のカラーフィルム産業の基礎を形作ることになる。
1953年（昭和28年）、同工場は東ドイツの資産となり、貿易協定の設置の際に、VEBフィルムおよびアグファ・ヴォルフェン化学繊維工場（VEB Film- und Chemiefaserwerk Agfa Wolfen）という東ドイツの国営企業に、「アグファ」ブランドで東欧諸国に対する製品の販売権を与えた。そのかわりに、西ドイツ（ドイツ連邦共和国、現在のドイツ）のレーヴァークーゼンに新たに再建されたアグファが、東欧以外の世界の使用権を握った。
貿易協定は、東ドイツの企業に対して西側諸国への販売権を阻害するものであったので、1964年（昭和39年）になると、「元祖ヴォルフェン」（Original Wolfen）を意味する「ORWO」という商標が導入された。「ORWO」と銘打たれた35mmのスライド用カラーフィルムが1970年代にはイギリスで使用可能になり、通販流通のための雑誌広告が打たれた。当時としては、主流のブランドに対する、貧弱なオルタナティヴでしかなかった。
1972年（昭和47年）、ORWOは、ソ連において、ORWOブランドの黒いパッケージのカセットテープを発売しはじめたことが、レニングラード（現在のサンクトペテルブルク）発のニュースとして、同年3月25日発行の米国の雑誌『ビルボード』で報じられている。
西ドイツと東ドイツが合併するのに次いで、同社は1990年（平成2年）に民営化された。2回の倒産を経て、新会社フィルモテックが1998年（平成10年）に設立された。同社は、映画用フィルムに特化されたORWO製品を縮小された規模であるが製造を続けた。いくつかの製品は再ブランド化され、マコというフィルム会社が販売している。
日本の小型映画専門店レトロエンタープライズが販売しているシングル8用の同社オリジナルの黒白生フィルム「レトロX」は、フィルモテックが継承する黒白リヴァーサルフィルムORWO UN54を原反としてつくられたものである。
現在、ORWOブランドのフィルムは以下の長巻35mm白黒フィルム３種類と35mm白黒インフラレッドフィルム１種類が輸入されている。
- ORWO UN 54 (ISO100) 135-30.5m（100ft）
- ORWO N 74 plus (ISO400) 135-30.5m（100ft）

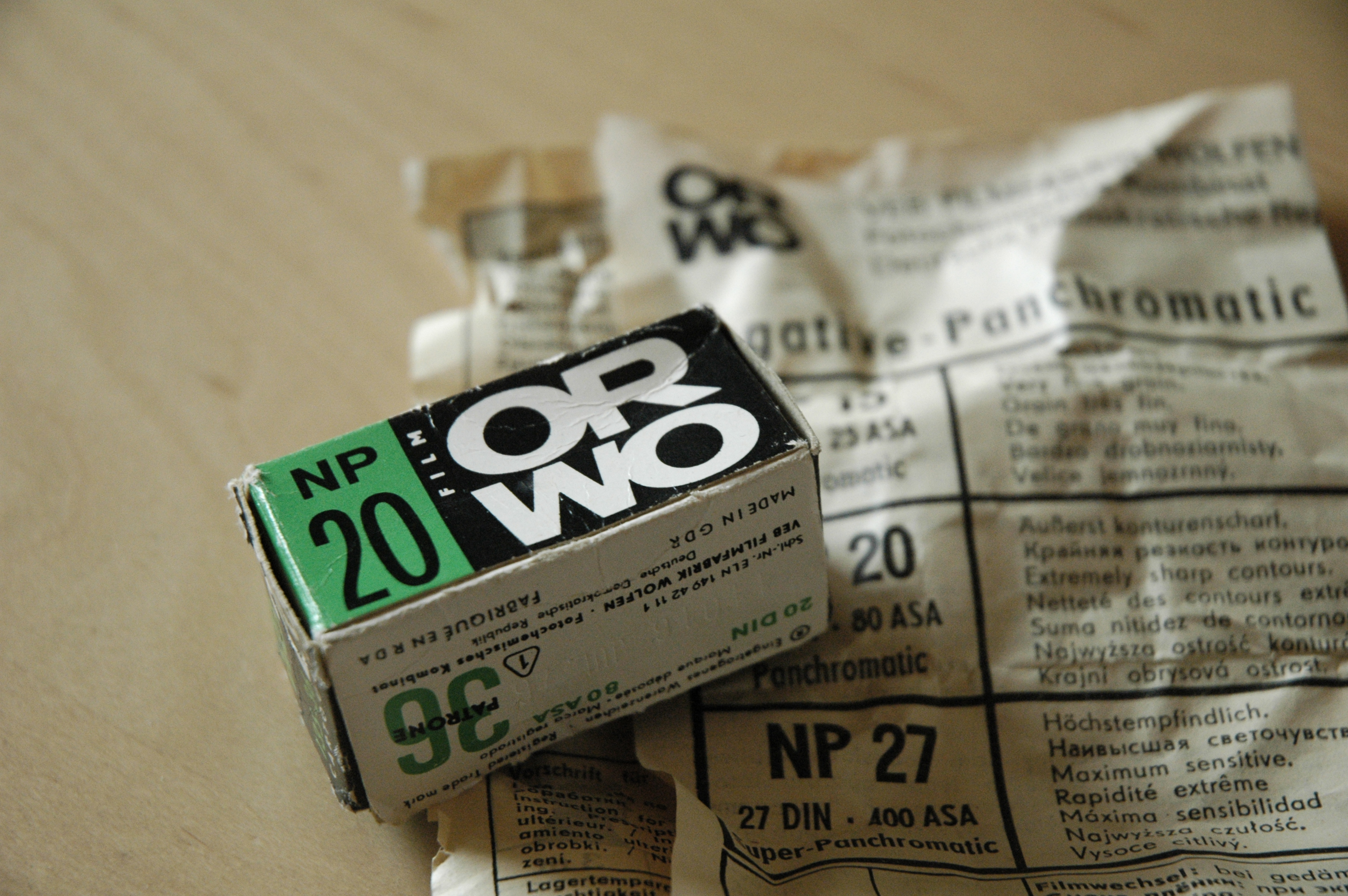
ORWO NP 20 (<1980s)
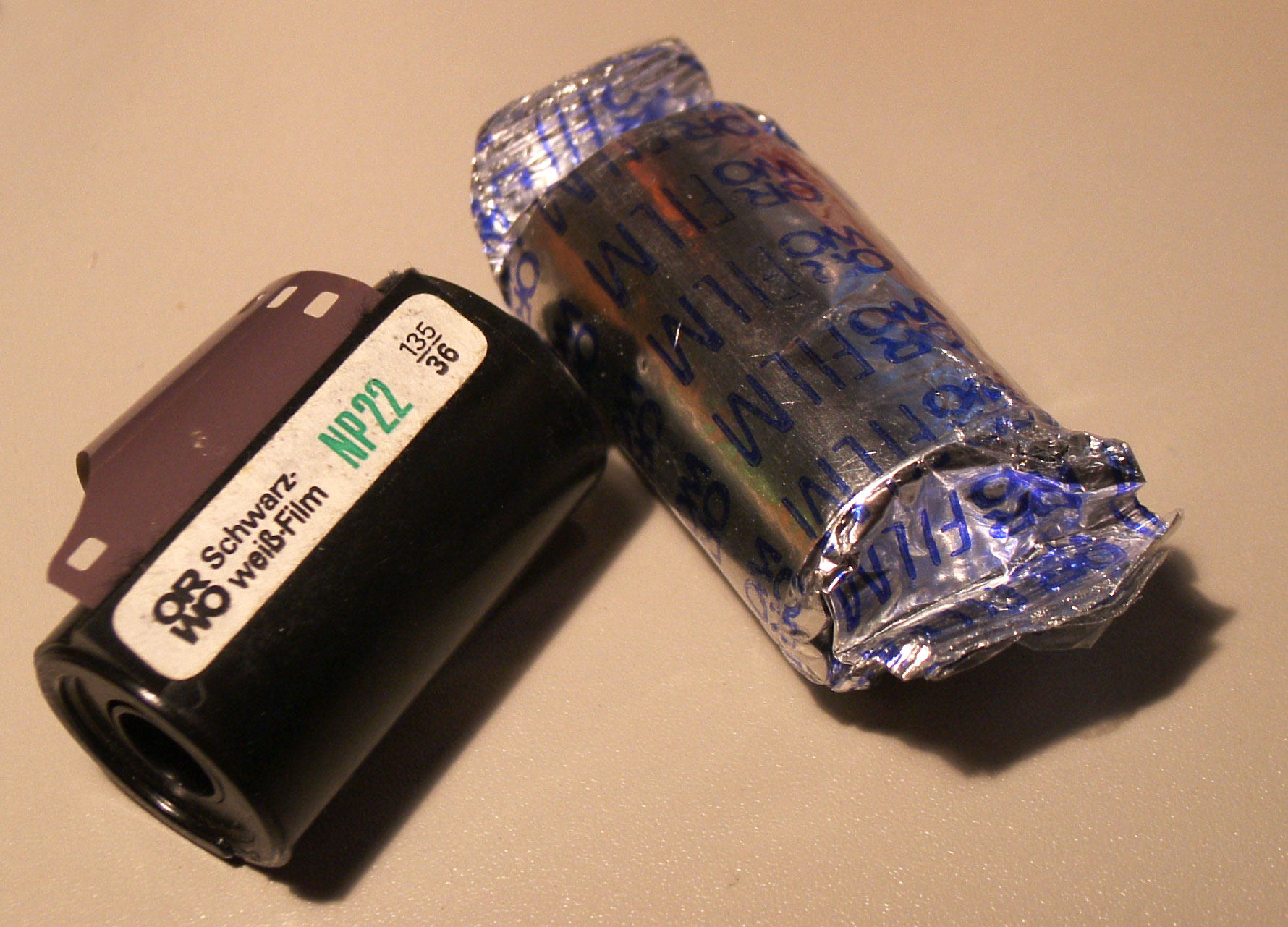
ORWO NP22 (<1990)
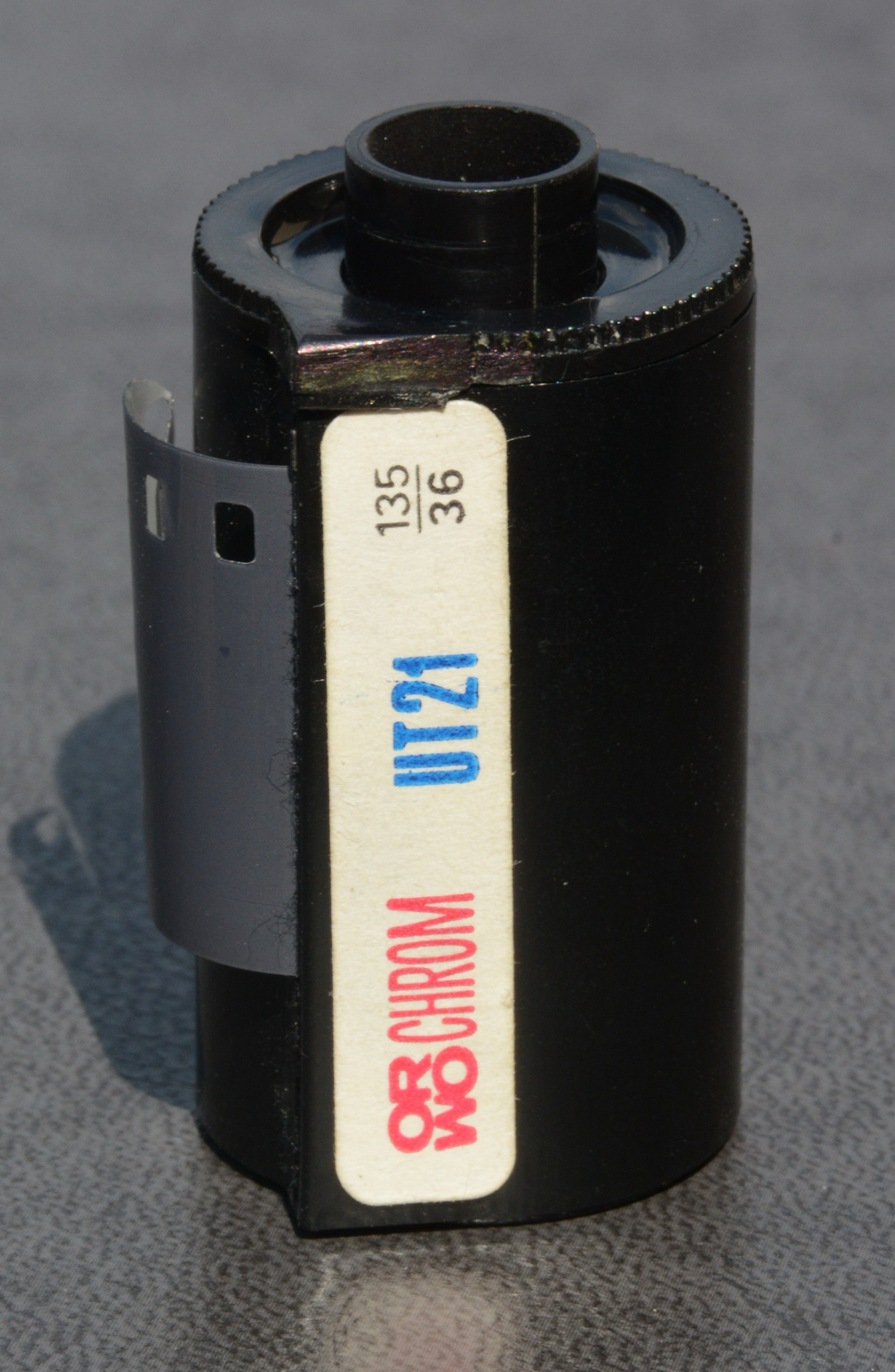
ORWO CHROM UT21 - 135 film (<1990)
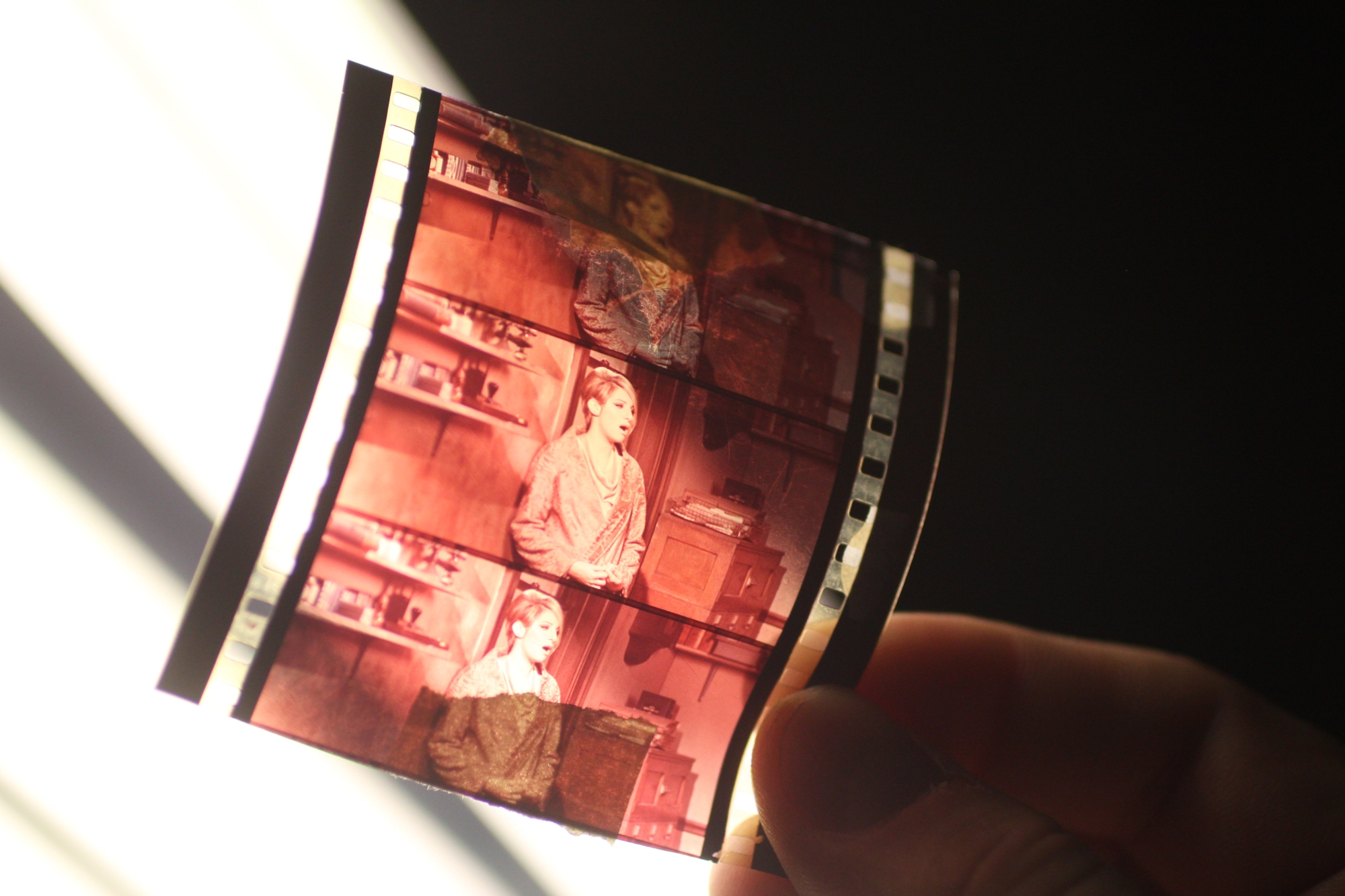
Perforated ORWO film (70 mm) USSR (<1990)
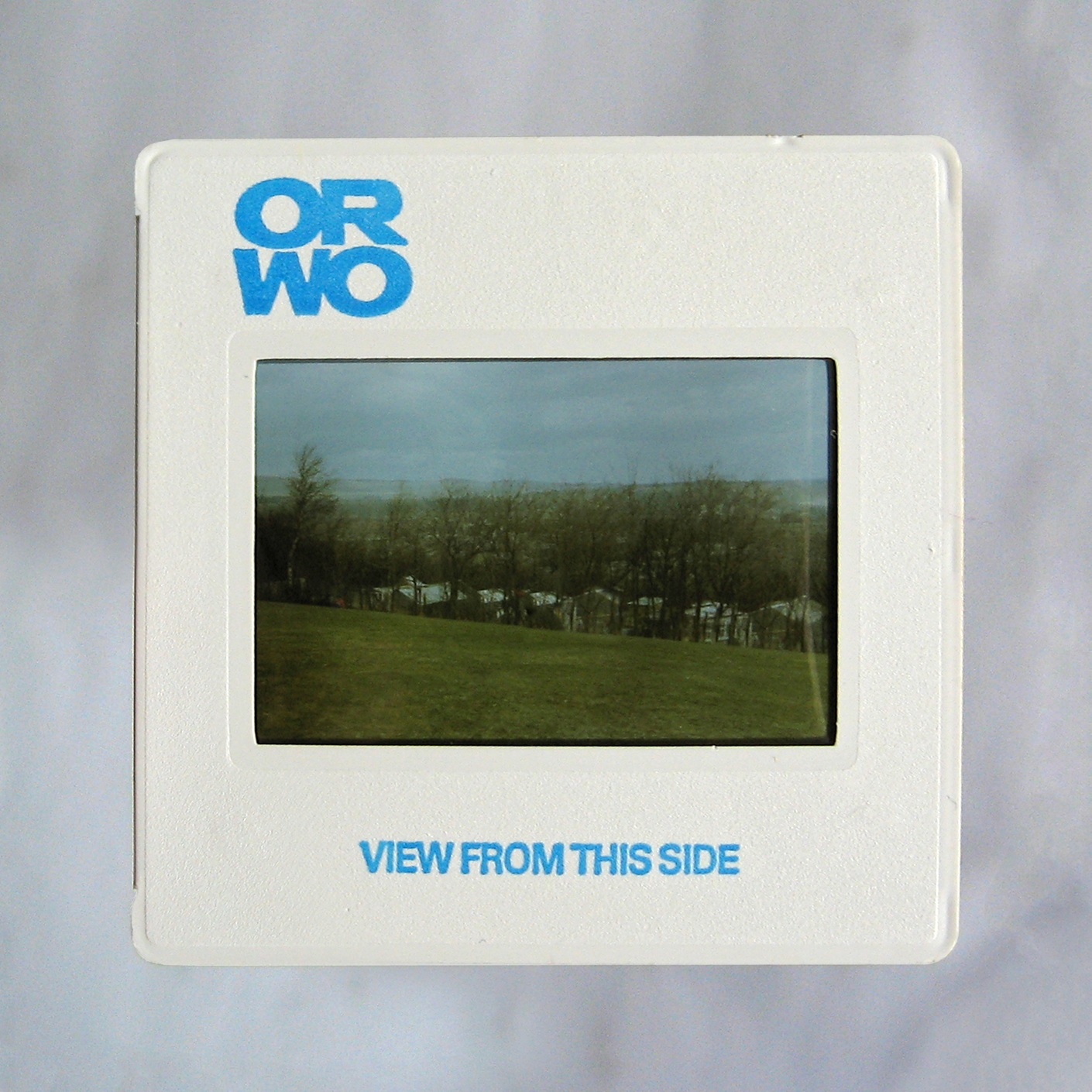
1980s ORWO CHROM (<1990)
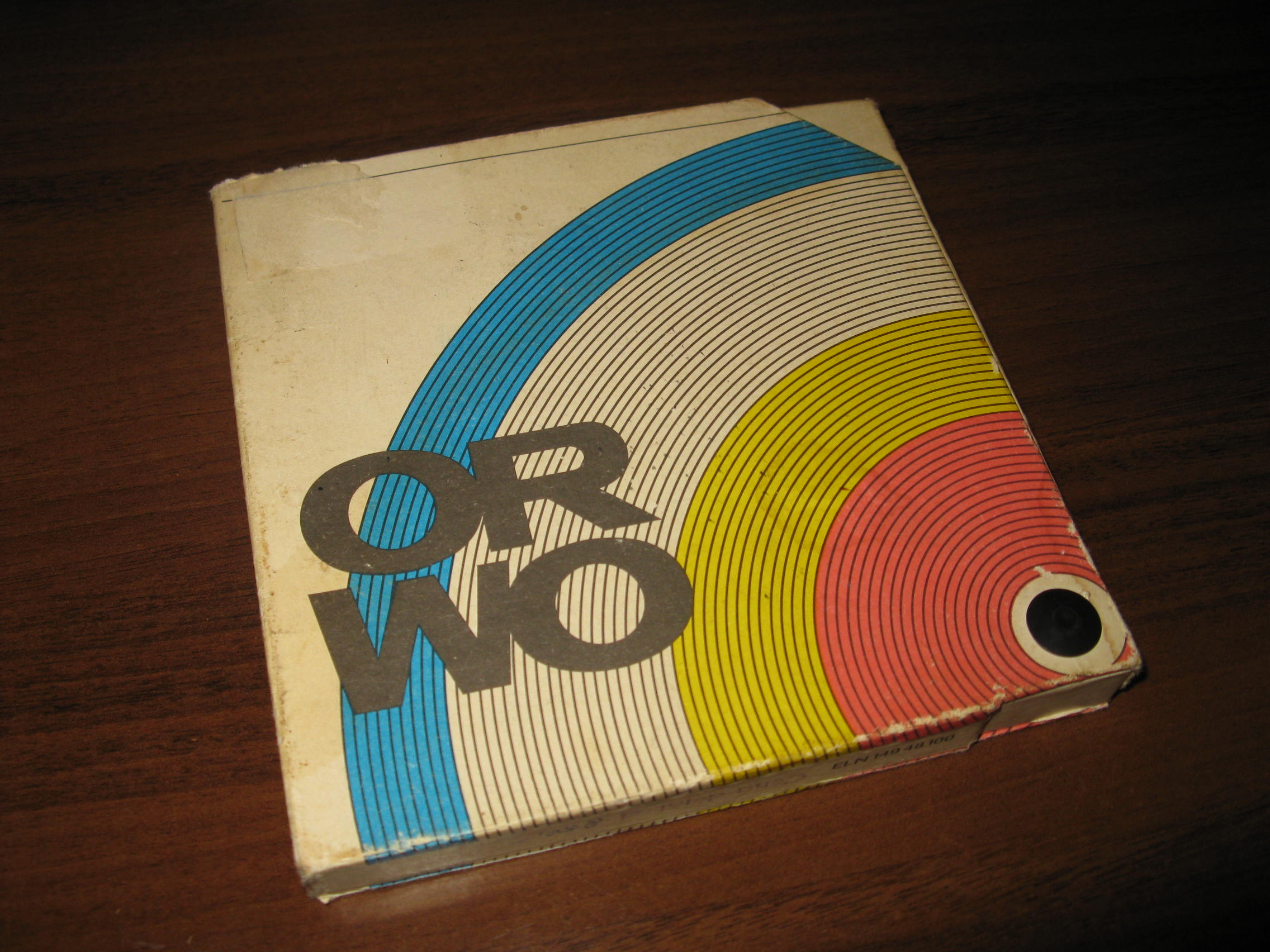
Magnetic tape packaging (<1990)
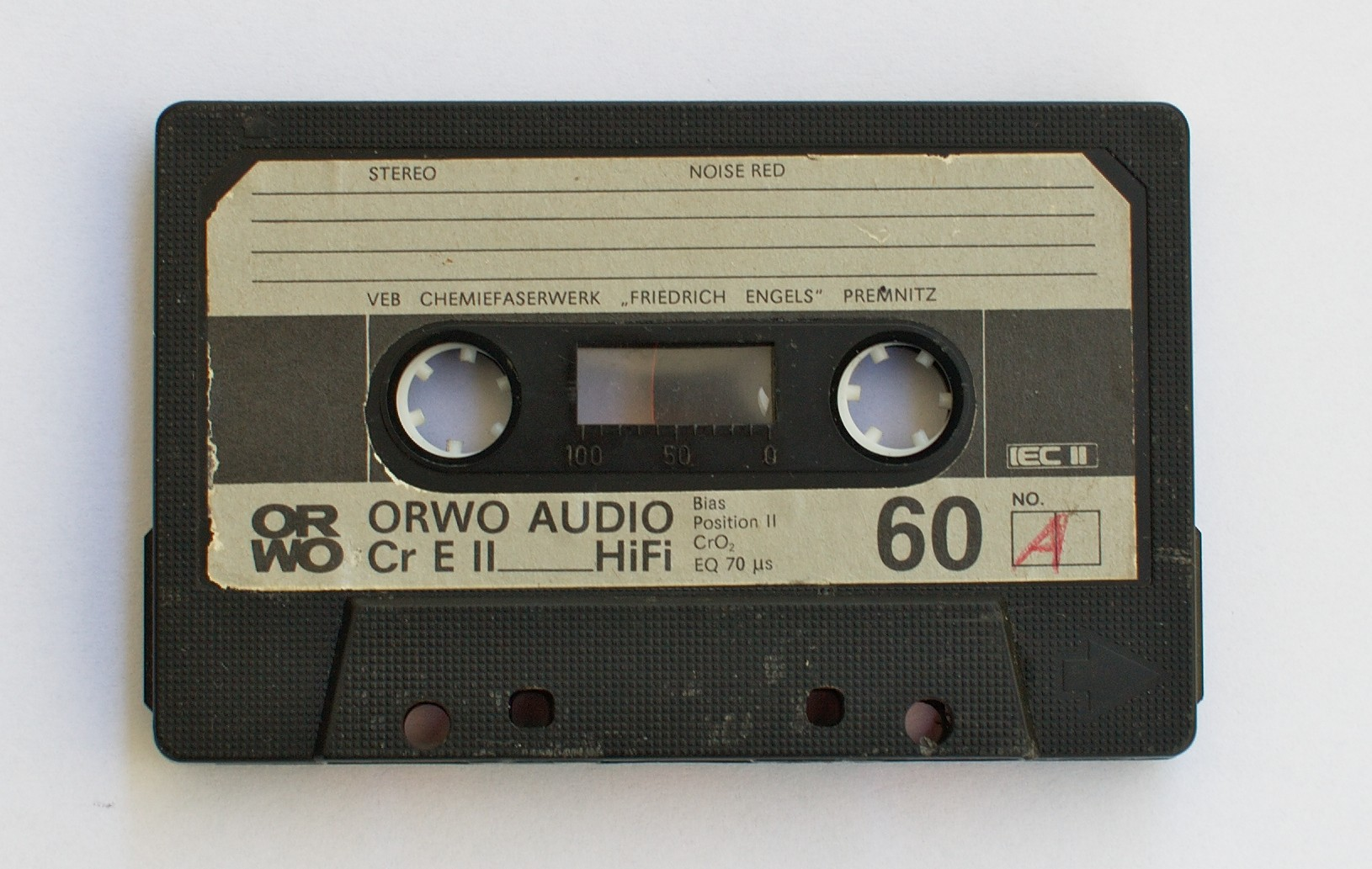
ORWO Audio Cassette(<1990)
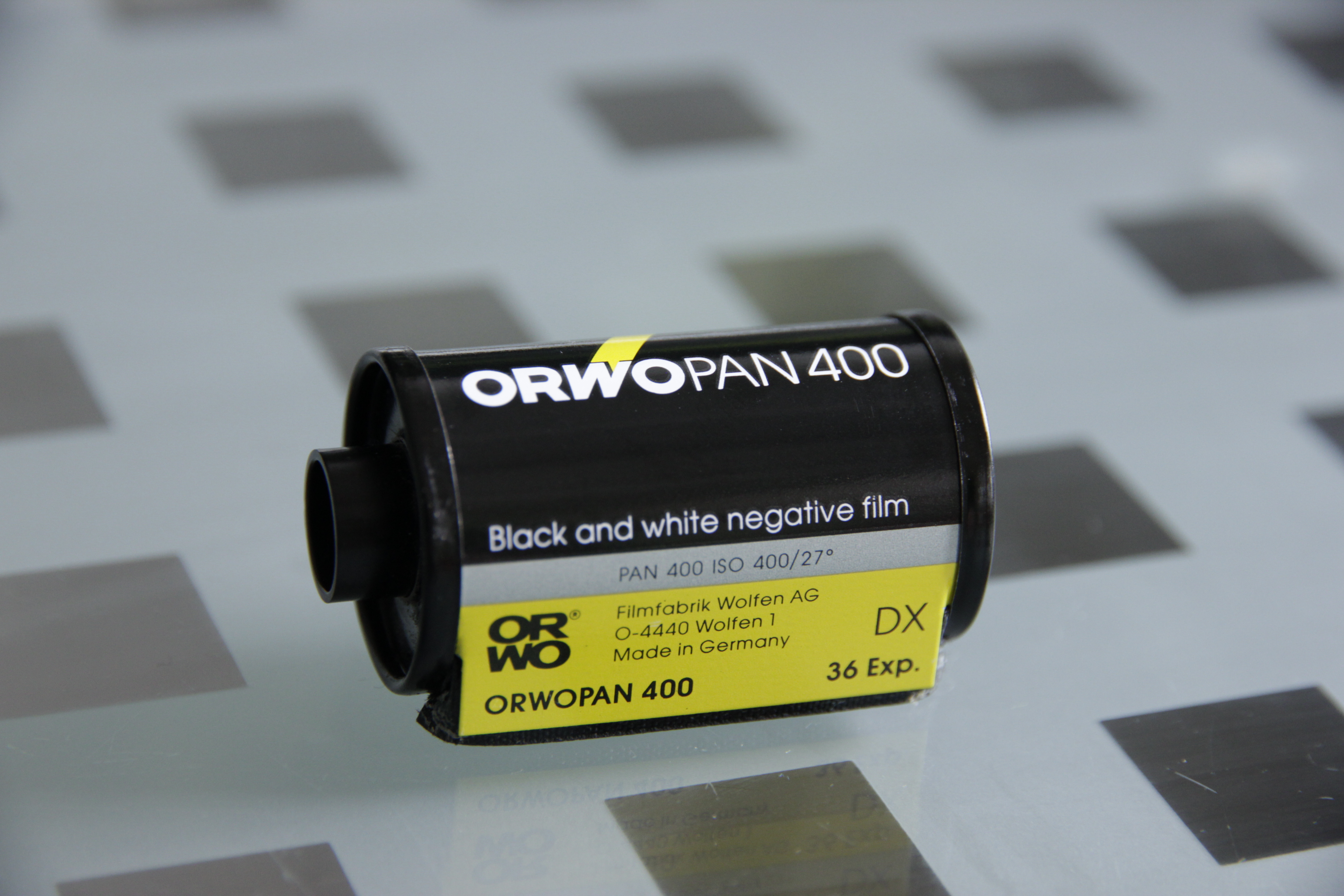
ORWO PAN 400 (< 1994)
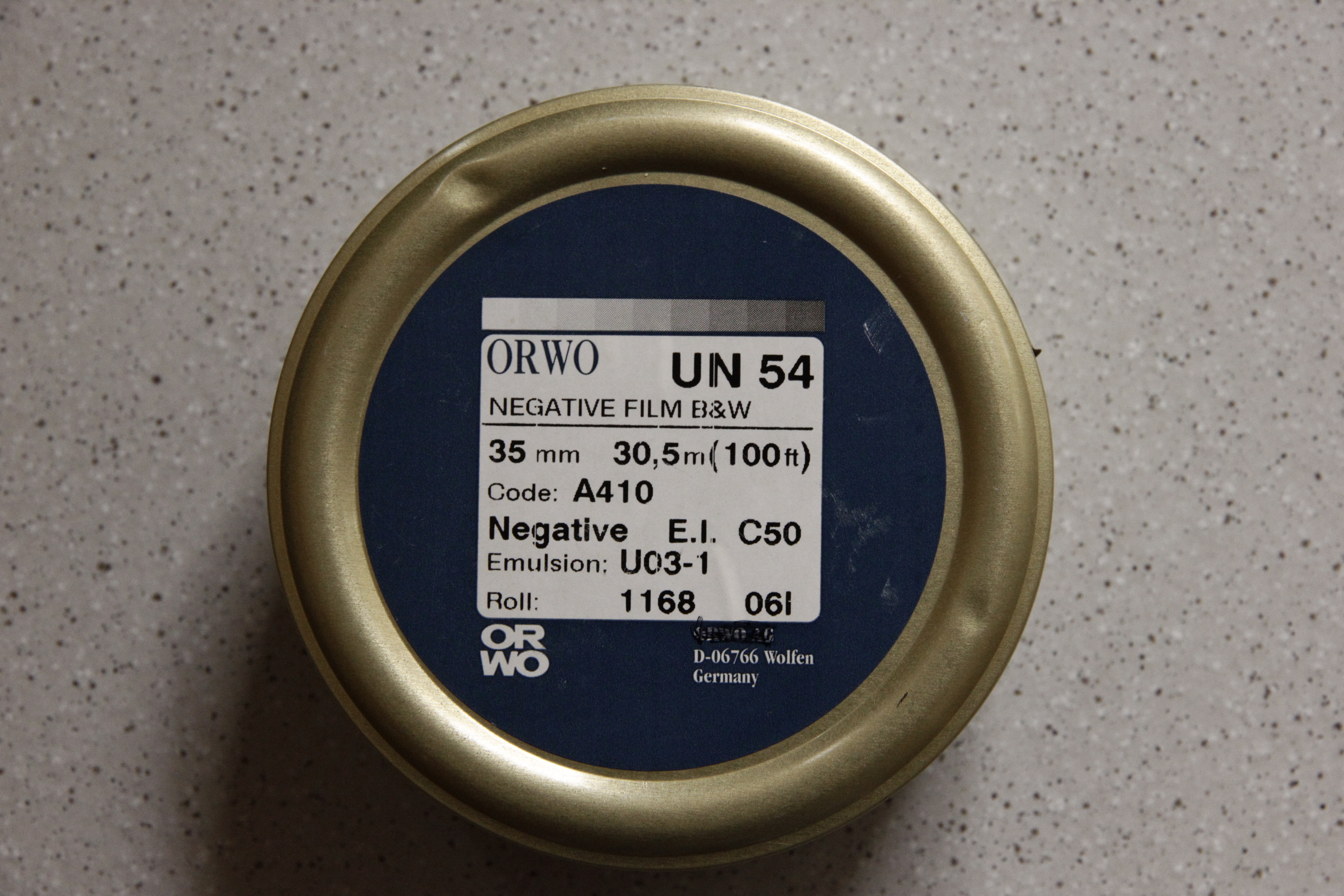
ORWO UN 54 in 30,5m / 100ft can (ORWO FilmoTec GmbH,2016)